# Pulicaria scabra
Pulicaria scabra là một loài thực vật có hoa trong họ Cúc. Loài này được (Thunb.) Druce miêu tả khoa học đầu tiên năm 1917.